# Партия национальной обороны
Партия национальной обороны (араб. حزب الدفاع الوطني‎ Х̣изб аль-Дифа̄ʿ аль-Ват̣анӣ) — арабская националистическая партия в Подмандатной Палестине.

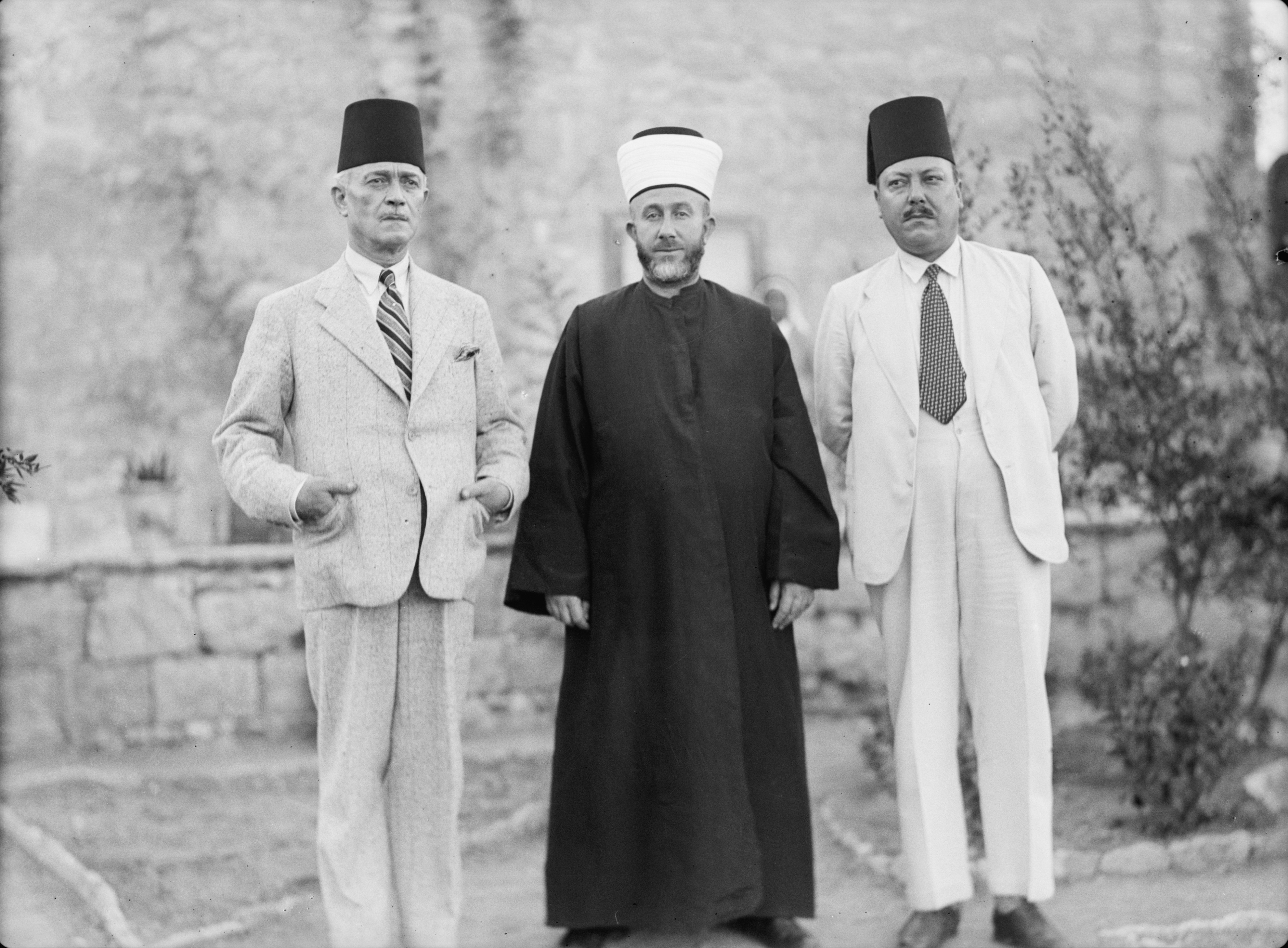
Члены Верховного арабского комитета Подмандатной Палестины. Слева направо: основатель Партии национальной обороны Рагиб ан-Нашашиби, муфтий Иерусалима Амин аль-Хусейни, основатель Партии реформ Хусейн Аль-Халиди (1936).

Партия была создана в 1934 году Рагибом ан-Нашашиби, мэром Иерусалима (1920—1934), который после 1948 года занял должность первого губернатора Западного берега. Члены этой партии в основном происходили из племени Нашашиби и родственных им кланов, известных как Му’аридун. Партия имела целью создание независимого государства Палестина с арабским преобладанием.